# Ahlgrens

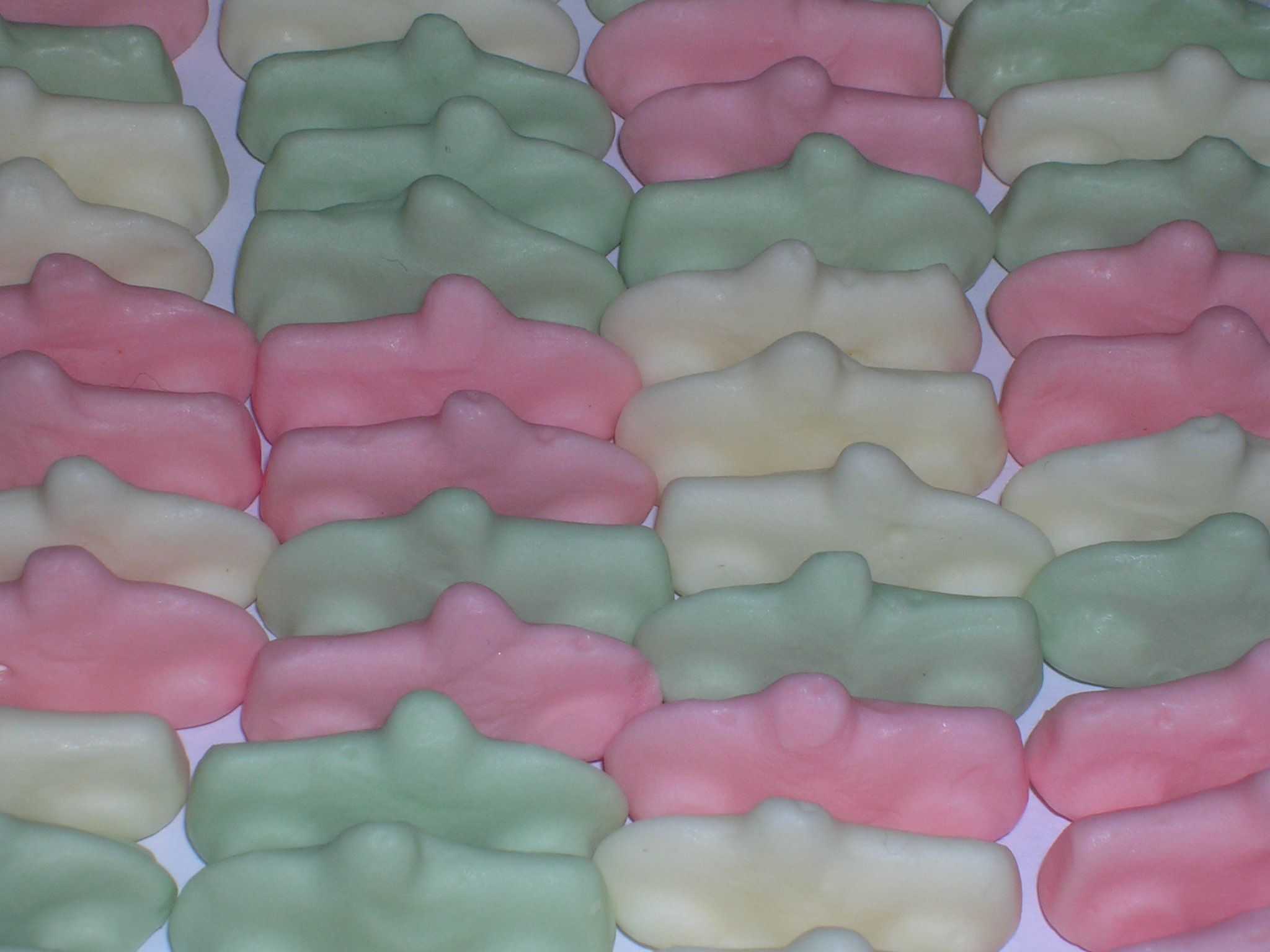
Ahlgrens bilar.

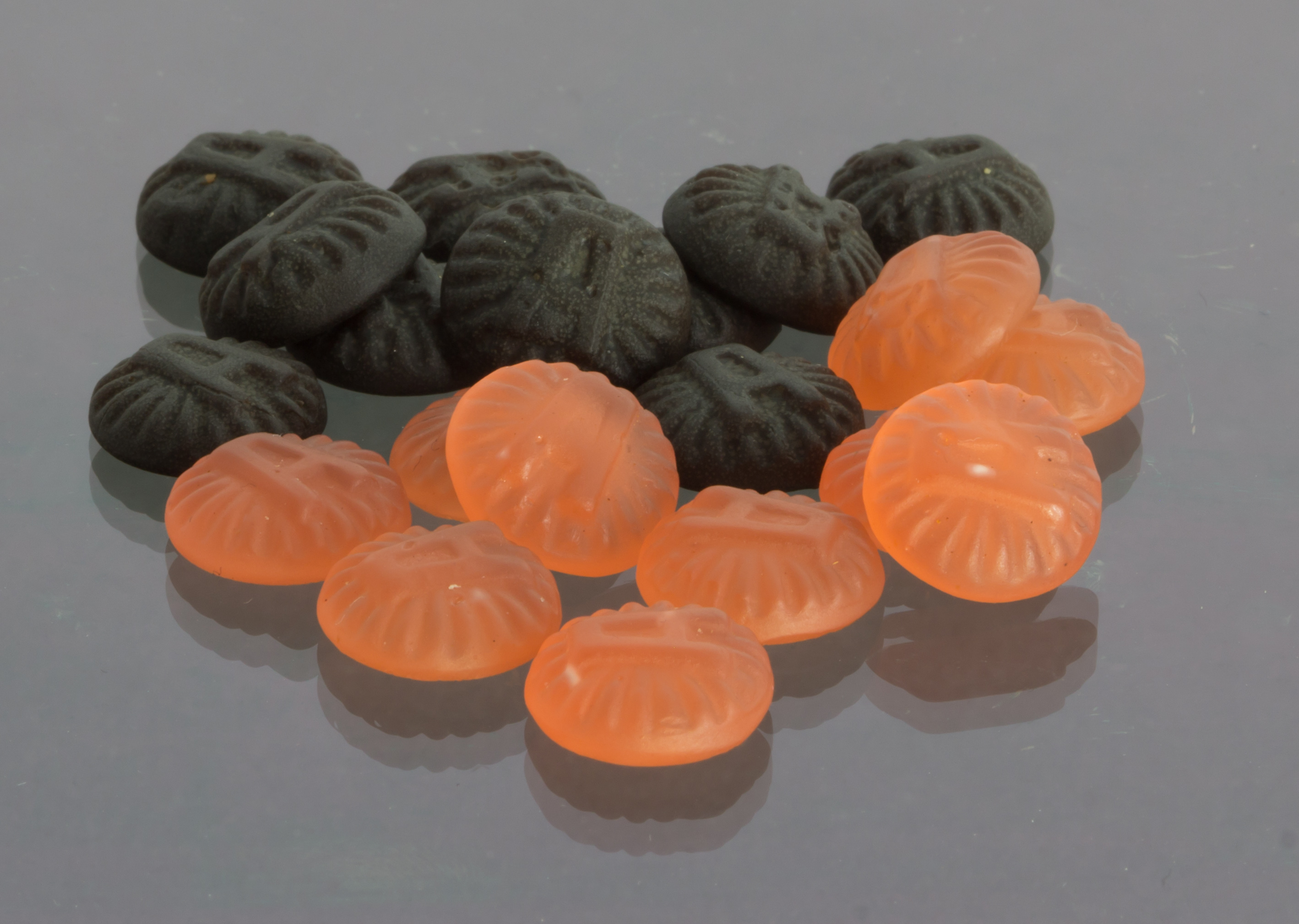
Läkerol-pastiller märkta med karakteristiskt A.

F. Ahlgrens Tekniska Fabrik fAB etablerades i Gävle 1885 av Fredrik Ahlgren och var ett familjeföretag som bl.a. producerade parfymer, medikamenter, olika sko- och metallputsmedel och ett prisbelönt skrivbläck.
Adolf Ahlgren började som handelsresande för broderns fabrik, innan han 1916 grundade dotterbolaget AB Pastill för tillverkning av konfektyr. 1933 slogs de båda bolagen samman till F. Ahlgrens Tekniska Fabrik AB. Redan 1909 hade man dock börjat framställa pastiller, Läkerol.
Ahlgrens var familjeföretag fram till 1985 då det såldes av Sture, Robert, Olle och Björn Ahlgren till Procordia. Procordia sålde 1993 Ahlgrens till det finska konglomeratet Huhtamäki som omedelbart avvecklade varumärket Ahlgrens till förmån för varumärket Leaf som användes för allt från godis till plastmuggar. 1999 såldes Leaf vidare till den nederländska livsmedelskoncernen CSM. 2011 köptes Leaf av Cloetta som beslöt att stänga fabriken i Gävle 2014.
Ahlgrens är mest känd för Ahlgrens bilar och Läkerol. Bland övriga Ahlgrens-produkter, som numera bär Malacos varumärke, kan nämnas Pim Pim, Zoo, Fruxo, Zig Zag och Brio. De två sistnämnda tillverkades ursprungligen av den lokala konkurrenten Pix (ursprungligen Ericson & Rabenius) som förvärvades av Ahlgrens 1975.